# جني (مالي)

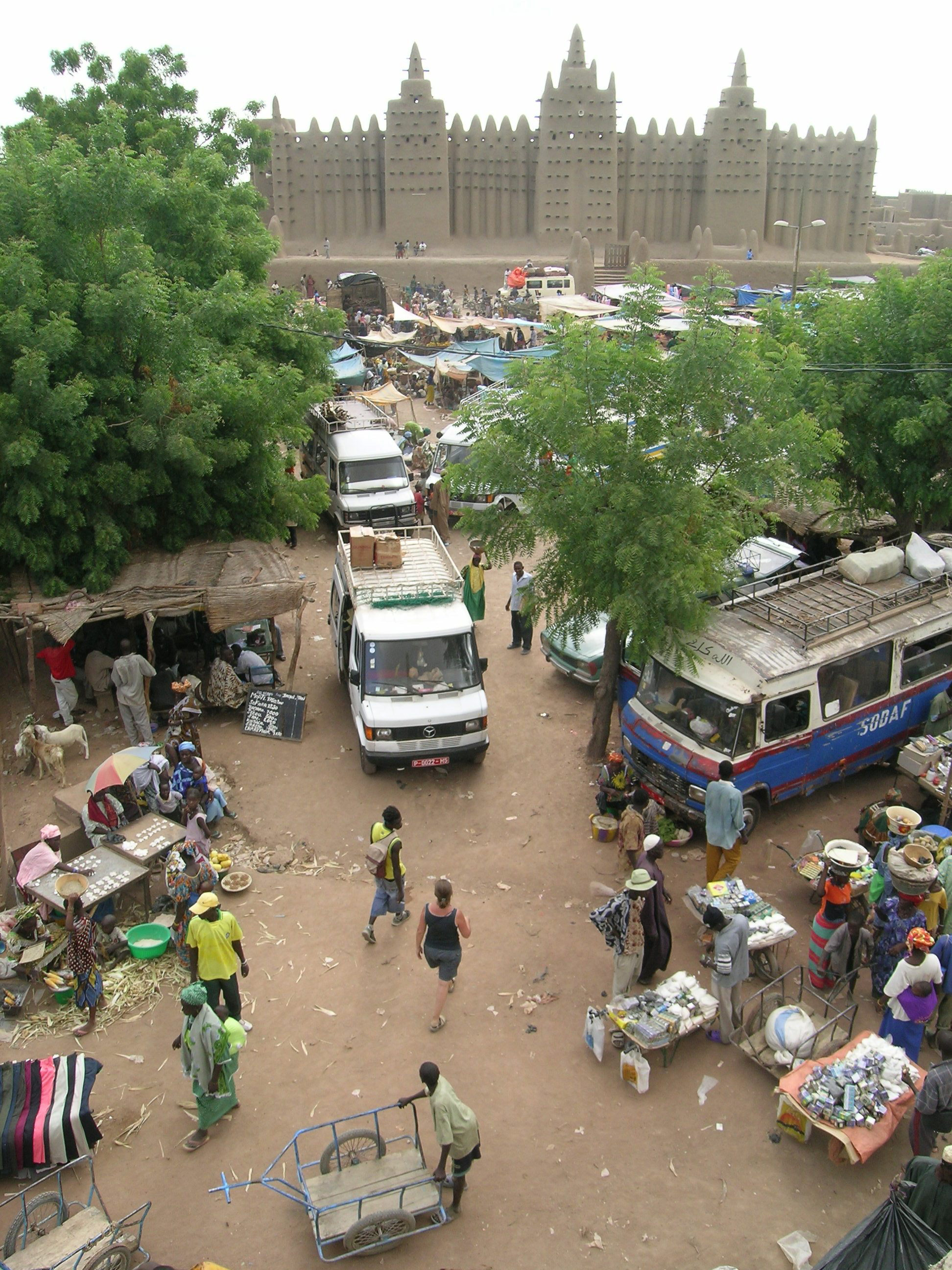
السوق المجاور للجامع الكبير.

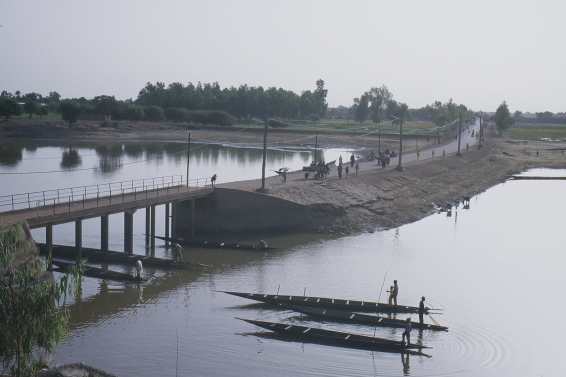
حاجز ترابي في نهر النيجر بمدينة جني.

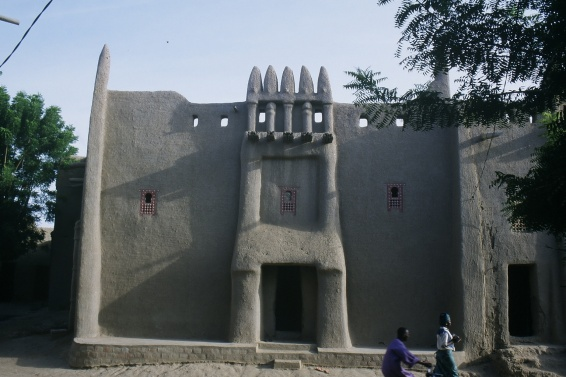
المسجد الموري.

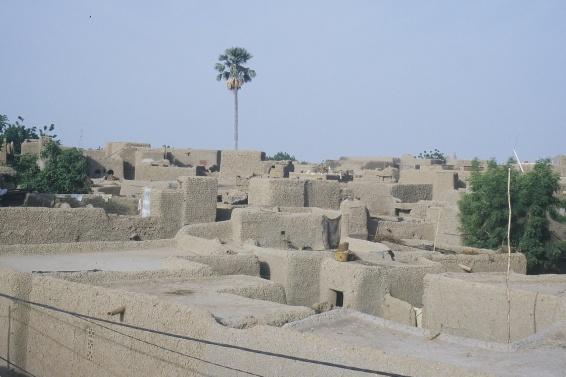
ديار تقليدية من.

مدينة جني أو جينيه تقع بالمنطقة الوسطى لجمهورية مالي. ظلت البلدة ومساجدها على مدى قرون حلقة اتصال أساسية بين دول المغرب العربي وجنوب الصحراء الكبرى بلاد السودان، ومركزا هاما لنشر الإسلام وتدريس القرآن وعلومه في القارة الأفريقية.
تقع البلدة في دلتا النيجر الداخلية، وهي المنطقة الواقعة بين مدينتي سيغوا وموبتي. هي المركز الإداري لدائرة جينيه، التي هي إحدى التقسيمات الفرعية الثمانية في منطقة موبتي. كومونة جينيه تضم عشرة من القرى المحيطة بها والتي بلغ عدد سكانها عام 2009 32944 نسمة.

## الجغرافيا
تقع جينيه 398 كم (247 ميل) شمال شرق باماكو و76 كم (47 ميل) جنوب غرب موبتي. وتقع البلدة في السهول الفيضية بين نهرى النيجر وبني في الطرف الجنوبي من دلتا النيجر الداخلية. تبلغ مساحة البلدة حوالي 70 هكتار وخلال الفيضانات السنوية تصبح «جزيرة» لا يتم الوصول إليها إلا بواسطة الجسور. ويقع نهر بني على بعد 5 كم (3.1 ميل) إلى الجنوب من البلدة ويتم عبوره عن طريق عبارة.
للأغراض الإدارية، تشكل البلدة جزءاً من بلدية جينيه التي تغطي مساحة قدرها 302 كيلومتر مربع، وتتكون من البلدة وعشرة قرى تحيط بها: باليه، ديابولو، جومنيكوبوي، كاماراجا، كيرا، نيالا، سوالا، سين، وفيلينجارا وينليدا. وعدد السكان الموضح في المقالة هو للبلدية ككل وتشمل تلك القرى. ويحد البلدية من الشمال بلديتي أورو وديرارى، ومن الجنوب بلدية داندوجو فاكالا، ومن الشرق بلديتى فاكالا ومادياما ومن الغرب بلدية بوندورى. وتعتبر البلدة هي المركز الإداري
أو «البلدة البارزة» من التقسيم الإداري "دائرة جينيه"، وهو واحد من ثمانية تقسيمات إدارية لمنطقة موبتي.

## التاريخ
تأسست مدينة جينيه في مالي الوسطى عام 800 ميلادية، وهي واحدة من اقدم المدن الواقعة جنوب الصحراء الكبرى في أفريقيا، وتقع جينيه على جزيرة في دلتا نهر النيجر، واصبحت معبرا مهما للتجار لنقل بضائعهم من الذهب والملح والعبيد خارج تمبكتو، خلال السنوات الماضية أصبحت جينيه أيضا مركزا للعلوم الإسلامية، ومن ابرز معالمها المسجد الكبير الذي يزين ميدان السوق.

### التجارة
ظلت تلك المنطقة ممرا رئيسيا على طرق التجارة عبر الصحراء الكبرى. وكانت محطة هامة على الطريق الواصل بين تمبكتو في الشمال ومصادر الذهب الواقعة في الجنوب. وكانت توفر إمدادات من سمك مجفف وغلال لتمبكتو.

### جينيه-جينوه
تقع أنقاض مدينة عتيقة على بعد ميلين إلى الجنوب الشرقي، وتسمى جينيه-جينوه. يعود تاريخ هذه البلدة إلى نحو ألف سنة قبل تأسيس مدينة جينيه الحديثة. وأظهرت حفريات أنها كانت مركزا تجاريا كبيرا دام نحو ستة عشر قرنا منذ القرن الثاني قبل الميلاد وحتى القرن الخامس عشر الميلادي. وأظهرت أيضا نشاط زراعي كبير في تلك المنطقة. وتصنف البلدتان معا - القديمة والحالية - موقعا للتراث العالمي في لائحة اليونسكو.

## السكان
تأسست على يد عرقية البوزو في القرن التاسع الميلادي واليوم باتت أغلبية السكان فيها من عرقية الفولاني.

## الثقافة

### الجامع
الجامع الكبير في جينيه أشهر مساجد دولة مالي والساحل الأفريقي بأسره، ورغم أنه توجد مساجد أقدم منه في المدينة - منها مسجد ذو طراز مغاربي - إلا أن الجامع الكبير يعد رمز المدينة. وهو أكبر مبنى من الطوب الطيني في العالم. وقد أنشئ في القرن الثاني عشر الميلادي وأعيد بناءه في مطلع القرن العشرين ويقوم سكان المدينة بترميمه يدويا وبالوسائل التقليدية كل عام في مهرجان كبير، وتقسم الأدوار على غرار المعتاد في ثقافة غرب أفريقيا فكل عائلة لها حرفة محددة تتوارثها أب عن جد، كما تتسابق عشائر المدينة الإثنى عشر في إتقان عملية الترميم.

## روابط خارجية
- ملتقى الحضارات - مجلة «علم الآثار» الأمريكية (بالإنجليزية)
- مدينة غرب أفريقيا الخالدة - مجلة ناشونال جيوغرافيك (بالإنجليزية)